# جیمی شوبرت
جیمی شوبرت بازیگر و استندآپ کمدین آمریکایی است. شوبرت اهل فیلادلفیا است و اکنون در لس آنجلس زندگی می‌کند. جیمی شوبرت به‌خاطر ایفای نقش در مجموعه‌های تلویزیونی دار و دسته و بخش فوریت‌های پزشکی و فیلم آقا و خانم اسمیت معروف است.

## زندگی‌نامه
جیمی شوبرت در فیلادلفیا زاده شد. جیمی پنج برادر دارد.